# Nowoiwanowskij (obwód kurski)
Nowoiwanowskij (ros. Новоивановский) – chutor w zachodniej Rosji, w sielsowiecie ilkowskim rejonu biełowskiego w obwodzie kurskim.

## Geografia
Miejscowość położona jest 4,5 km od centrum administracyjnego sielsowietu ilkowskiego Ilok, 16,5 km od centrum administracyjnego rejonu Biełaja, 97 km od Kurska.

## Demografia
W 2010 r. miejscowość zamieszkiwały 2 osoby.